# Fredropol (gmina)
Fredropol – gmina wiejska w województwie podkarpackim, w powiecie przemyskim. W latach 1975–1998 gmina położona była w województwie przemyskim.
Siedziba gminy to Fredropol.
Gmina należy do mikroregionu „Dolina Wiaru”.
Według danych z 30 czerwca 2004 gminę zamieszkiwało 5410 osób.

## Historia
Podczas okupacji hitlerowskiej w 1942 roku zniesiono przedwojenną gminę Hermanowice, nalężacą do 1939 roku do powiatu przemyskiego w woj. lwowskim. Z północnej połowy gminy Hermanowice oraz z części gmin Prałkowce, Popowice i Żurawica hitlerowcy utworzyli gminę Przemyśl, natomiast południową połowę gminy Hermanowice włączono do gminy Niżankowice. Z tej właśnie połowy – po odpadnięciu Niżankowic do ZSRR – utworzono w 1944 roku gminę Fredropol w woj. rzeszowskim.
Powojenny skład gminy Fredropol objął zatem 11 gromad:  Aksmanice, Darowice, Fredropol, Kłokowice, Kniażyce, Koniusza, Koniuszki, Kormanice, Kupiatycze, Młodowice i Sólca.
W maju 1948, w związku z korektą granic Polski z ZSRR do gminy Fredropol włączono gromady Malhowice i Sierakośce z radzieckiego rejonu niżankowickiego.
Odtąd gmina Fredropol składała się z 13 gromad (stan z 1 lipca 1952): Aksmanice, Darowice, Fredropol, Kłokowice, Kniażyce, Koniusza, Koniuszki, Kormanice, Kupiatycze, Malhowice, Młodowice, Sierakośce i Sólca. Gmina przetrwała do reformy gminnej w 1954 roku, kiedy to w miejsce gmin utworzono gromady.
Gminę reaktywowano 1 stycznia 1973 w związku z kolejną reformą gminną o zmienionych granicach. W jej skład weszły 22 sołectwa: Aksmanice, Darowice, Fredropol, Gruszowa, Huwniki, Kalwaria Pacławska, Kłokowice, Kniażyce, Koniusza, Koniuszki, Kopysno, Kormanice, Kupiatycze, Leszczyny, Makowa, Młodowice, Nowe Sady, Nowosiółki Dydyńskie, Pacław, Rybotycze, Sierakośce i Sólca) oraz 4 obręby geodezyjne (Borysławka, Paportno, Posada Rybotycka i Sopotnik):
- W porównaniu ze stanem z 1954 roku nowa gmina Fredropol objęła:
  - prawie cały obszar dawnej gminy Fredropol (oprócz Malhowic, które weszły w skład gminy Przemyśl) oraz
  - prawie cały obszar dawnej gminy Rybotycze (oprócz Łodzinki Dolnej, która weszła w skład gminy Bircza).
- W porównaniu ze stanem z 1939 roku nowa gmina Fredropol objęła obszary należących przed wojną do czterech gmin w dwóch powiatach:
  - gminy Hermanowice (pow. przemyski) – Aksmanice, Darowice, Fredropol, Kłokowice, Kniażyce, Koniusza, Koniuszki, Kormanice, Kupiatycze, Młodowice, Sierakośce i Sólca;
  - gminy Nowosiółki Dydyńskie (pow. dobromilski) – Gruszowa, Huwniki, Kalwaria Pacławska, Leszczyny, Nowe Sady (d. Hujsko), Nowosiółki Dydyńskie, Pacław i Sopotnik;
  - gminy Rybotycze (pow. dobromilski) – Borysławka, Kopysno, Makowa (d. Makowa Kolonia), Posada Rybotycka i Rybotycze;
  - gminy Dobromil (pow. dobromilski) – Paportno.

## Struktura powierzchni
Według danych z roku 2002 gmina Fredropol ma obszar 159,68 km², w tym:
- użytki rolne: 41%
- użytki leśne: 50%

Gmina stanowi 13,16% powierzchni powiatu.

## Demografia

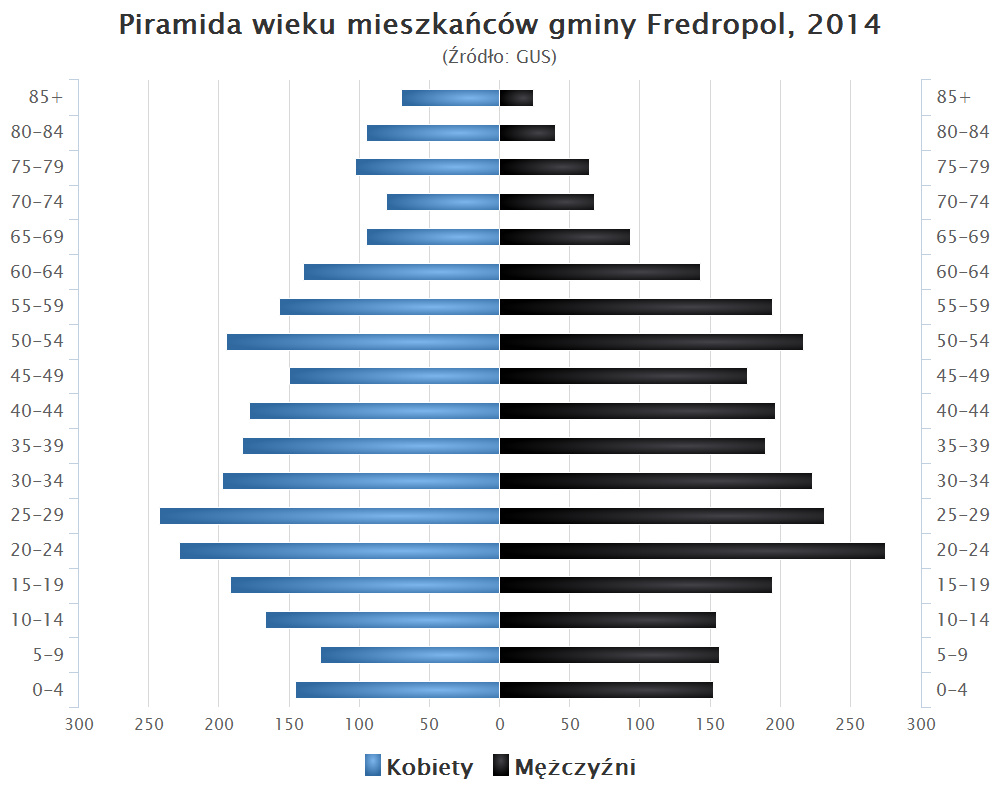
Piramida wieku mieszkańców gminy Fredropol w 2014 roku

Dane z 30 czerwca 2004:
| Opis                              | Ogółem | Ogółem | Kobiety | Kobiety | Mężczyźni | Mężczyźni |
| --------------------------------- | ------ | ------ | ------- | ------- | --------- | --------- |
| jednostka                         | osób   | %      | osób    | %       | osób      | %         |
| populacja                         | 5410   | 100    | 2703    | 50      | 2707      | 50        |
| gęstość zaludnienia (mieszk./km²) | 33,9   | 33,9   | 16,9    | 16,9    | 17        | 17        |

## Sołectwa
Aksmanice, Darowice, Gruszowa (z Koniuszą), Huwniki, Kalwaria Pacławska, Kłokowice, Kniażyce, Kormanice/Fredropol, Koniuszki, Kupiatycze, Makowa (z Leszczynami, Sopotnikiem i Paportnem), Młodowice, Młodowice Osiedle, Nowe Sady, Nowosiółki Dydyńskie, Pacław, Rybotycze (z Borysławką, Kopysnem i Posadą Rybotycką), Sierakośce, Sólca

## Sąsiednie gminy
Bircza, Krasiczyn, Przemyśl, Ustrzyki Dolne. Gmina sąsiaduje z Ukrainą.